# The Long Way Home (1997)
The Long Way Home is een met een Oscar beloonde Amerikaanse documentaire uit 1997 van regisseur Mark Jonathan Harris. De rolprent ging op 19 september 1997 in première.

## Inhoud
The Long Way Home gaat over de terugkeer naar een normaal bestaan van Joodse Holocaust-overlevenden na het einde van de Tweede Wereldoorlog. Aan bod komen evenementen van de nasleep en eerste opvang na de val van de nazi's tot en met de stichting van Israël in 1948.
De volledige versie van The Long Way Home duurt 120 minuten. Acteur Morgan Freeman verzorgt de voice-over.

## Prijzen
- Academy Award voor Beste Documentaire

## Dvd
The Long Way Home kwam op 9 september 2003 in de Verenigde Staten op dvd uit.